# Canton Tower
Canton Tower (znana także jako Guangzhou TV & Sightseeing Tower) – wieża w Kantonie w Chinach oddana do użytku w 2010 roku. Ma 600 metrów wysokości i miano drugiej co do wysokości wieży na świecie (po Tokyo Skytree). Ma hiperboloidalny kształt.